# لكمه الصفراء (حبيل جبر)

تعديل مصدري - تعديل

لكمه الصفراء هي إحدى قرى عزلة حبيل جبر بمديرية حبيل جبر التابعة لمحافظة لحج، بلغ تعداد سكانها 75 نسمة حسب تعداد اليمن لعام 2004.